# Peugeot Expert
Peugeot Expert – samochód osobowo-dostawczy klasy średniej  produkowany pod francuską marką Peugeot od 1995 roku. Od 2016 roku produkowana jest trzecia generacja modelu.

## Pierwsza generacja

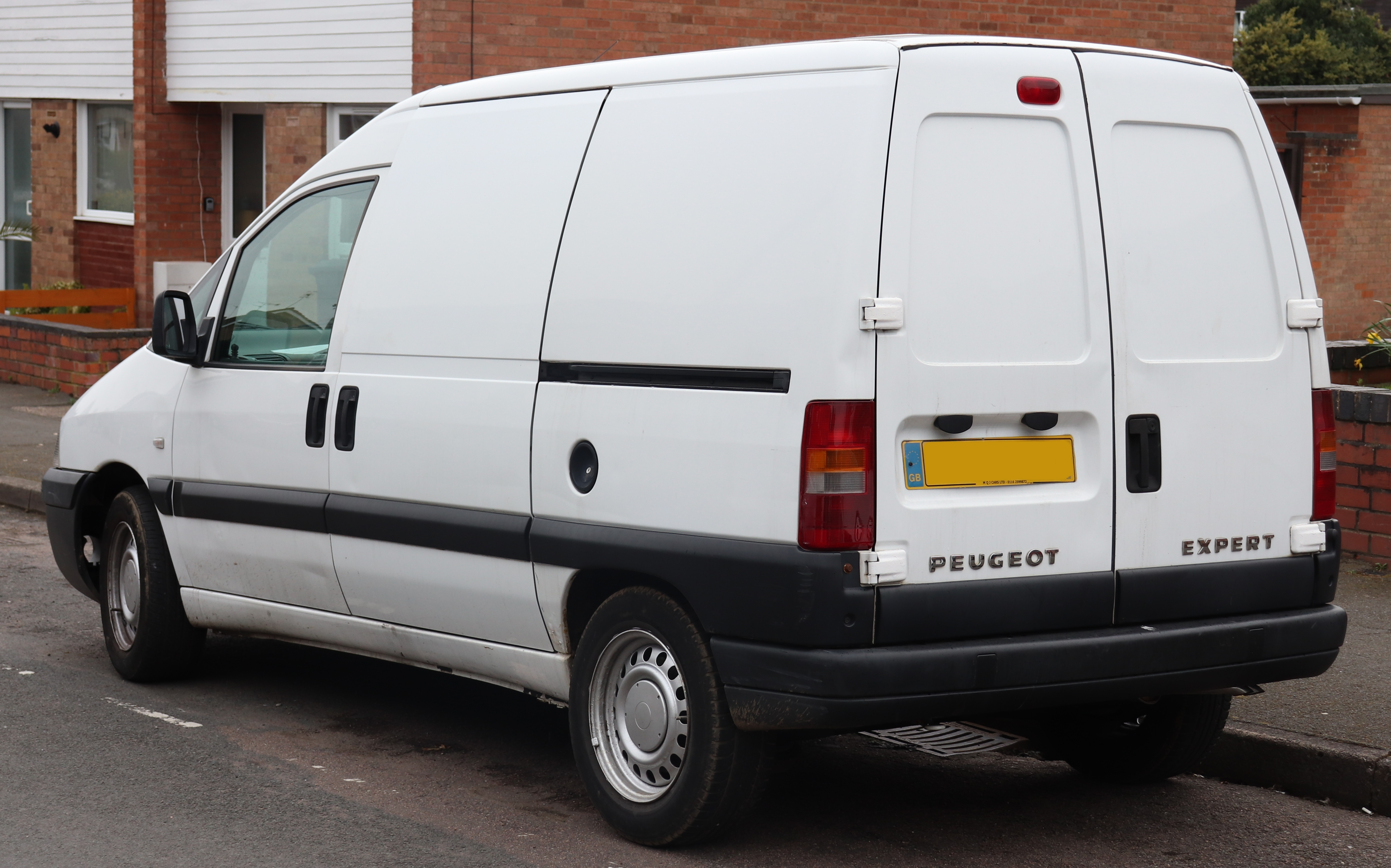
Peugeot Expert I – tył

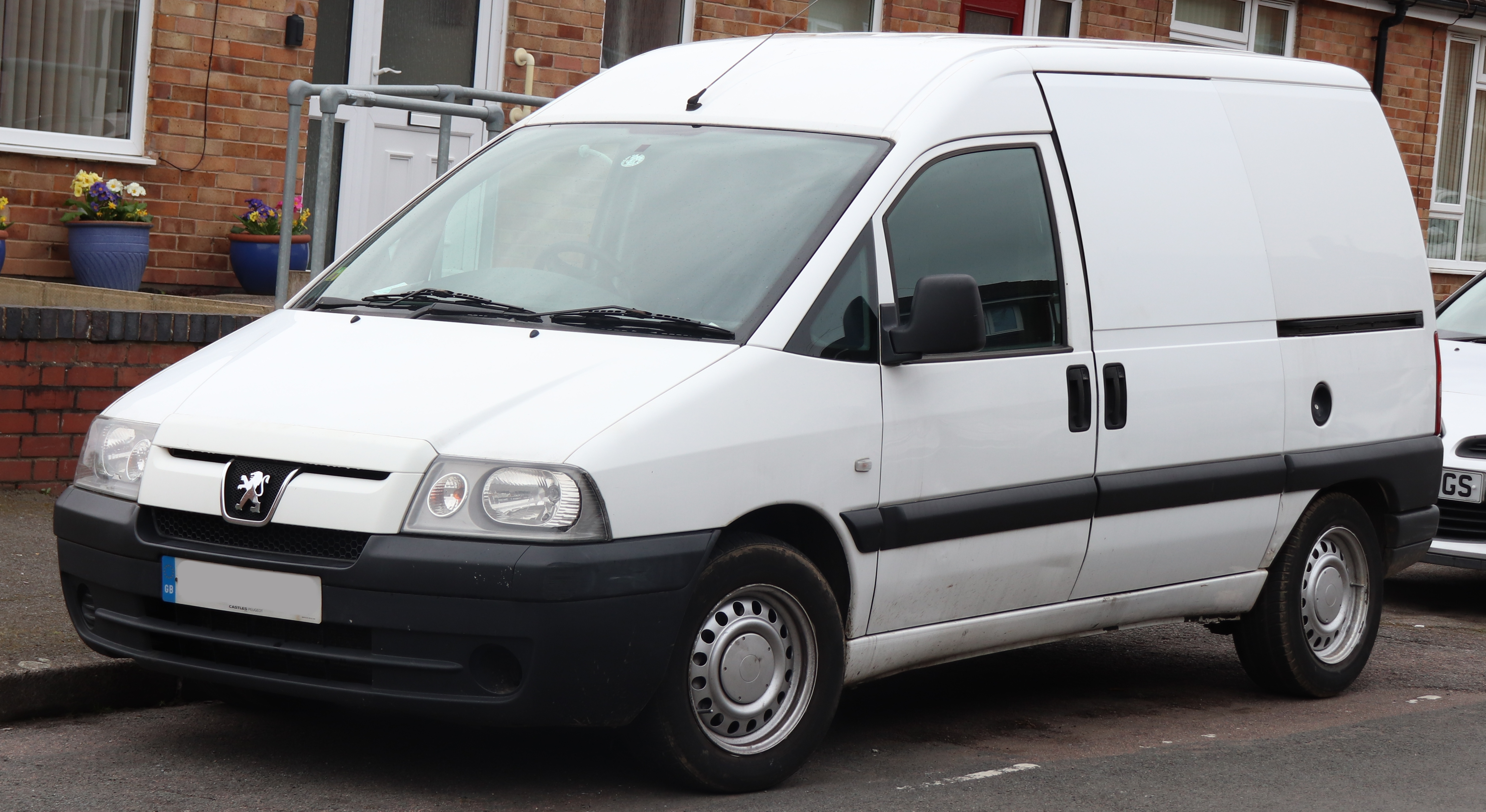
Peugeot Expert I po liftingu

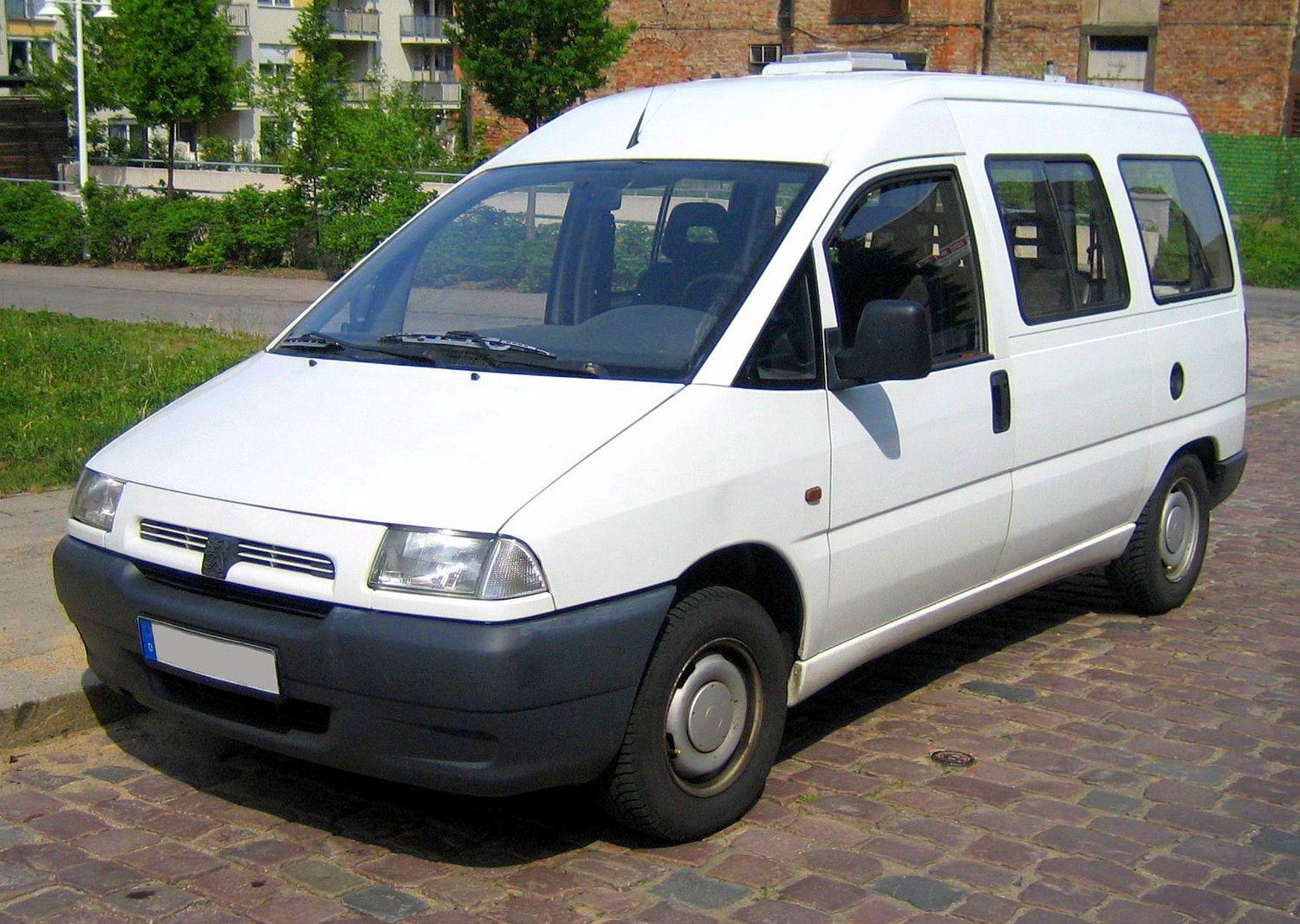
Peugeot Expert I w wersji osobowej

Peugeot Expert I został zaprezentowany po raz pierwszy w 1995 roku.
Samochód opracowano  na bazie eurovana produkowanego wspólnie przez koncerny PSA i Fiat (Citroën Evasion/Fiat Ulysse/Peugeot 806/Lancia Zeta). Pojazd wszedł do produkcji w lipcu 1995 roku, a jego bracia, czyli Citroën Jumpy w czerwcu 1994 roku i Fiat Scudo w lutym 1996 roku.
Pojazd produkowany był w dwóch różnych rozstawach osi. Oferta obejmowała furgony zamknięte oszklone i nieoszklone, wersje towarowo-osobowe, oraz wersję osobową kombi.
W 2004 roku samochód przeszedł facelifting, podczas którego zmieniono lekko wygląd zewnętrzny i wewnętrzny (m.in. reflektory przednie), zmodyfikowano także paletę dostępnych silników.
W zależności od modelu ładowność Peugeota Experta wynosiła 660–985 kg, objętość przestrzeni ładunkowej 4–5 m³. Wersje osobowe w zależności od konfiguracji posiadały od 5 do 9 miejsc łącznie z kierowcą.

## Druga generacja

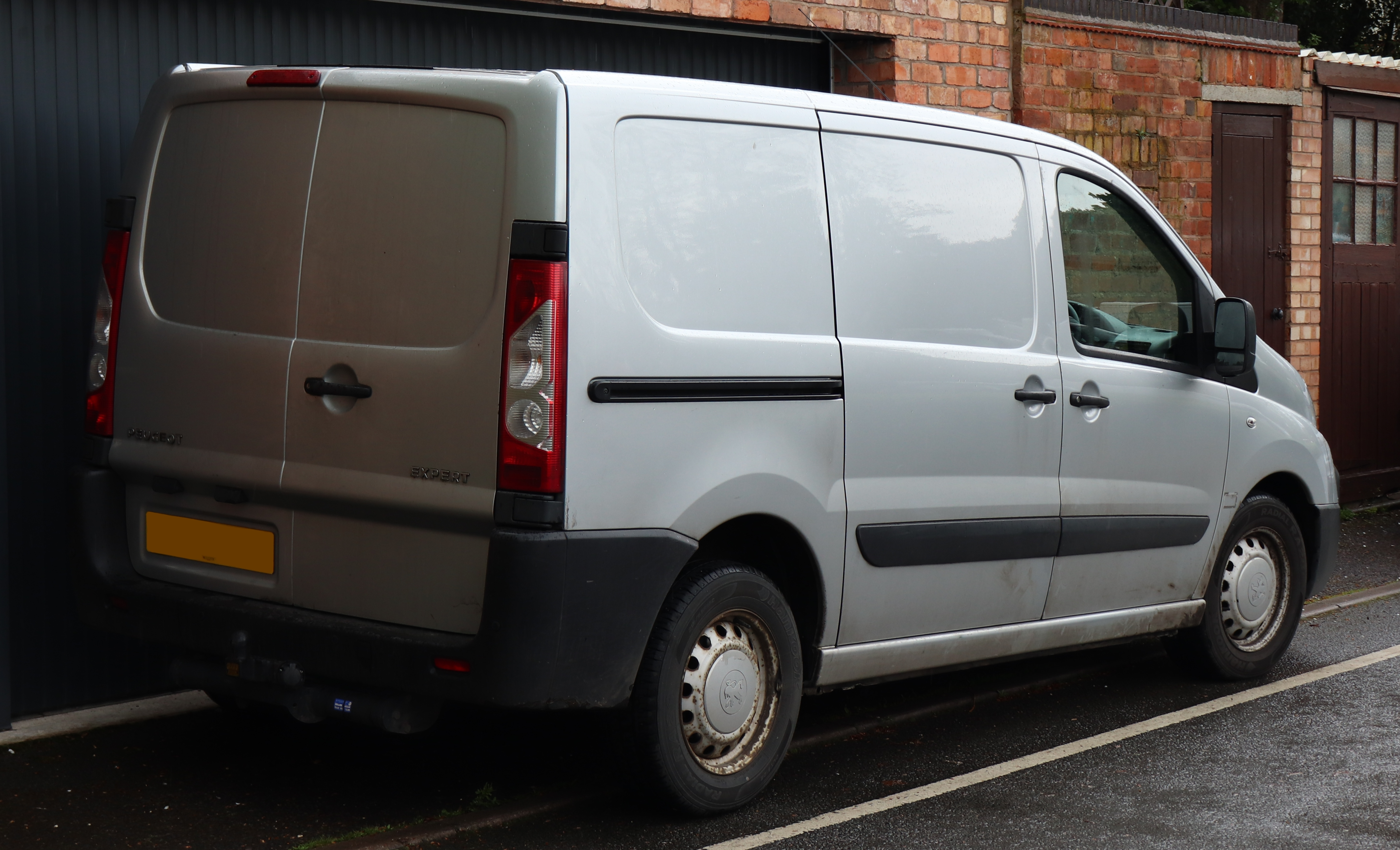
Peugeot Expert II – tył

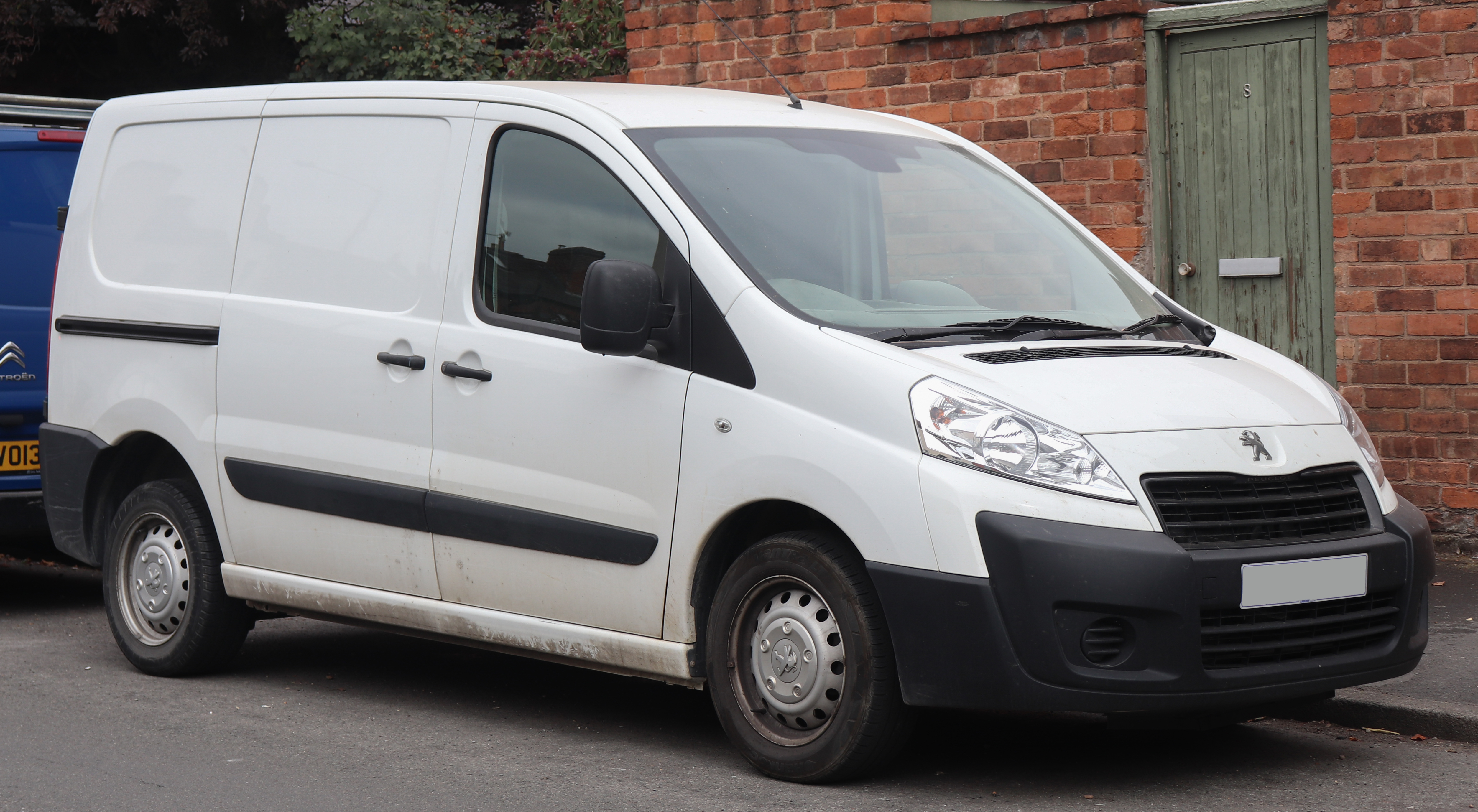
Peugeot Expert II po liftingu

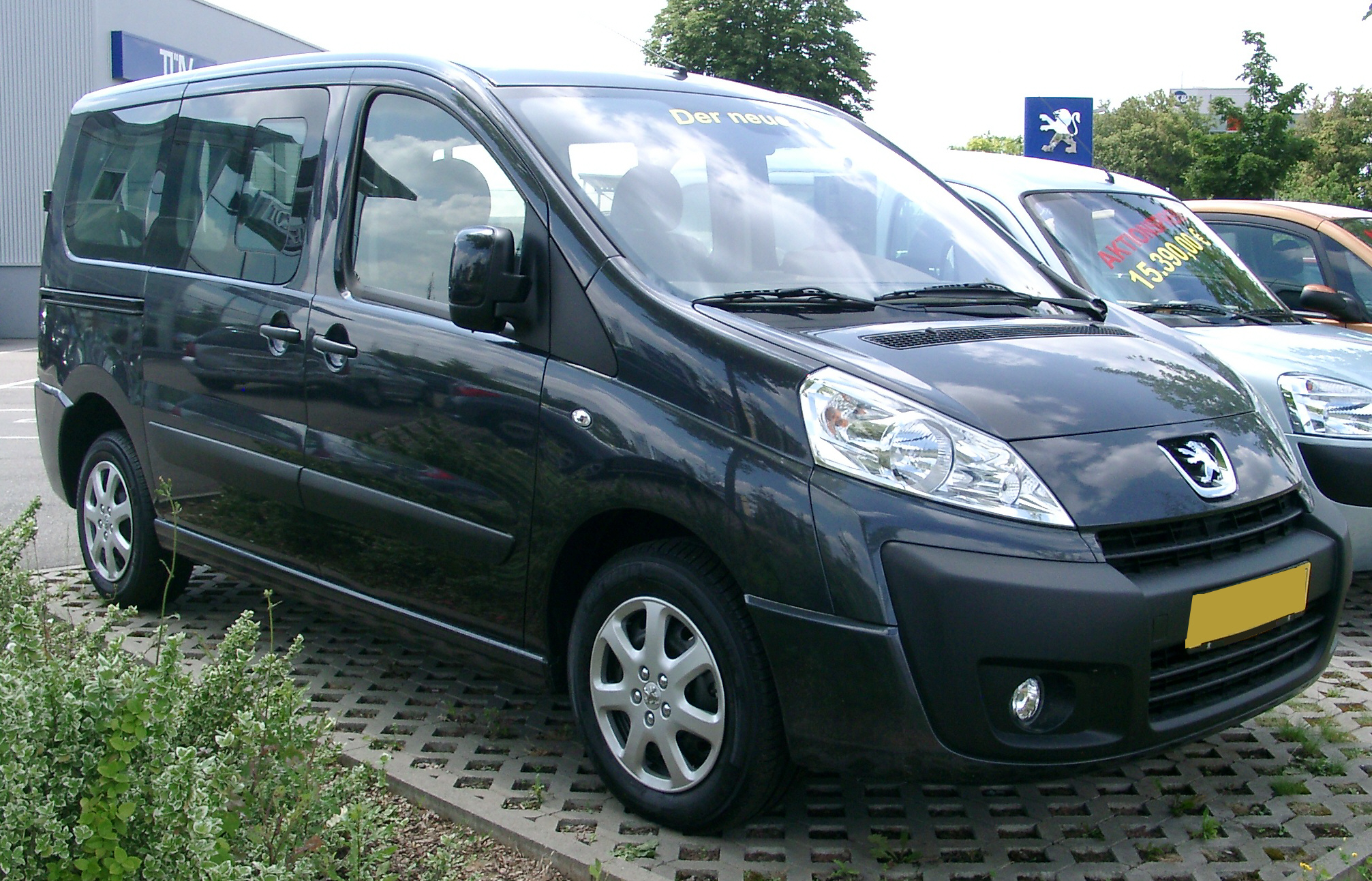
Peugeot Expert II Tepee – wersja osobowa

Peugeot Expert II został zaprezentowany po raz pierwszy pod koniec 2006 roku.
Expert drugiej generacji zadebiutował pod koniec 2006 roku wraz z bliźniaczymi modelami produkowanymi nadal we współpracy koncernów PSA i Fiata (później także Toyoty) jako całkowicie nowa konstrukcja. Pojazd urósł w stosunku do poprzedniej generacji.
W pojeździe zastosowano całkowicie nową paletę jednostek napędowych składającą się wyłącznie z silników Diesla. Jako wyposażenie dodatkowe dostępne jest zawieszenie pneumatyczne, które umożliwia obniżenie samochodu przy załadunku.
Peugeot Expert dostępny jest w wersji dostawczej jako zamknięty furgon, lub jako platforma do zabudowy natomiast wersja osobowa umożliwia przewożenie od 5 do 9 osób.
Trzy modele dostawcze drugiej generacji produkowane w firmie Sevel Nord otrzymały w 2007 roku tytuł samochodu dostawczego roku 2008 („International Van of the Year 2008”).
W 2012 roku auto przeszło face lifting. Zmieniono m.in. reflektory przednie, grill, zderzaki.
Pod koniec 2015 roku zaprezentowano zupełnie nową rodzinę bliźniaczych dostawczych modeli PSA i Toyoty (tym razem bez Fiata), które trafiły do produkcji na początku 2016 roku. Model Peugeota w wersji osobowej otrzymał jednak nową nazwę – Traveller, przez co emblemat Expert zastosowano tylko dla wersji dostawczej.

### Silniki
- Diesla

| Silnik      | Pojemność skokowa [cm³] | Moc maksymalna [KM] ([kW]) przy obr./min | Maks. moment obrotowy [Nm] przy obr./min | Układ i liczba cylindrów | Układ rozrządu/ liczba zaworów | Przyśpieszenie (s) 0–100 km/h | Prędkość maksymalna km/h | Spalanie (l/100 km) miasto/trasa/średnio |
| ----------- | ----------------------- | ---------------------------------------- | ---------------------------------------- | ------------------------ | ------------------------------ | ----------------------------- | ------------------------ | ---------------------------------------- |
| 1.6 HDI     | 1560                    | 90 (66)/4000                             | 180/1750                                 | R4                       | DOHC/16                        | 17,1                          | 145                      | 8,6/6,8/7,5                              |
| 2.0 HDI     | 1997                    | 120 (88)/4000                            | 300/2000                                 | R4                       | DOHC/16                        | 12,8                          | 160                      | 9,3/6,5/7,5                              |
| 2.0 HDI FAP | 1997                    | 136 (100)/4000                           | 320/2000                                 | R4                       | DOHC/16                        | 11,6                          | 170                      | 9,4/6,6/7,6                              |
| 2.0 HDI FAP | 1997                    | 163 (120)/4000                           | 380/2000                                 | R4                       | DOHC/16                        | 10,7                          | 184                      | 9,4/6,6/7,6                              |
| 2.0 Power   | 1954                    | 165 (122)/4000                           | 400/2000                                 | R4                       | DOHC/16                        | 9,6                           | 198                      | 8,5/6,6/7,0                              |

Dane dla wersji osobowej 8/9 miejsc L1H1.

## Trzecia generacja

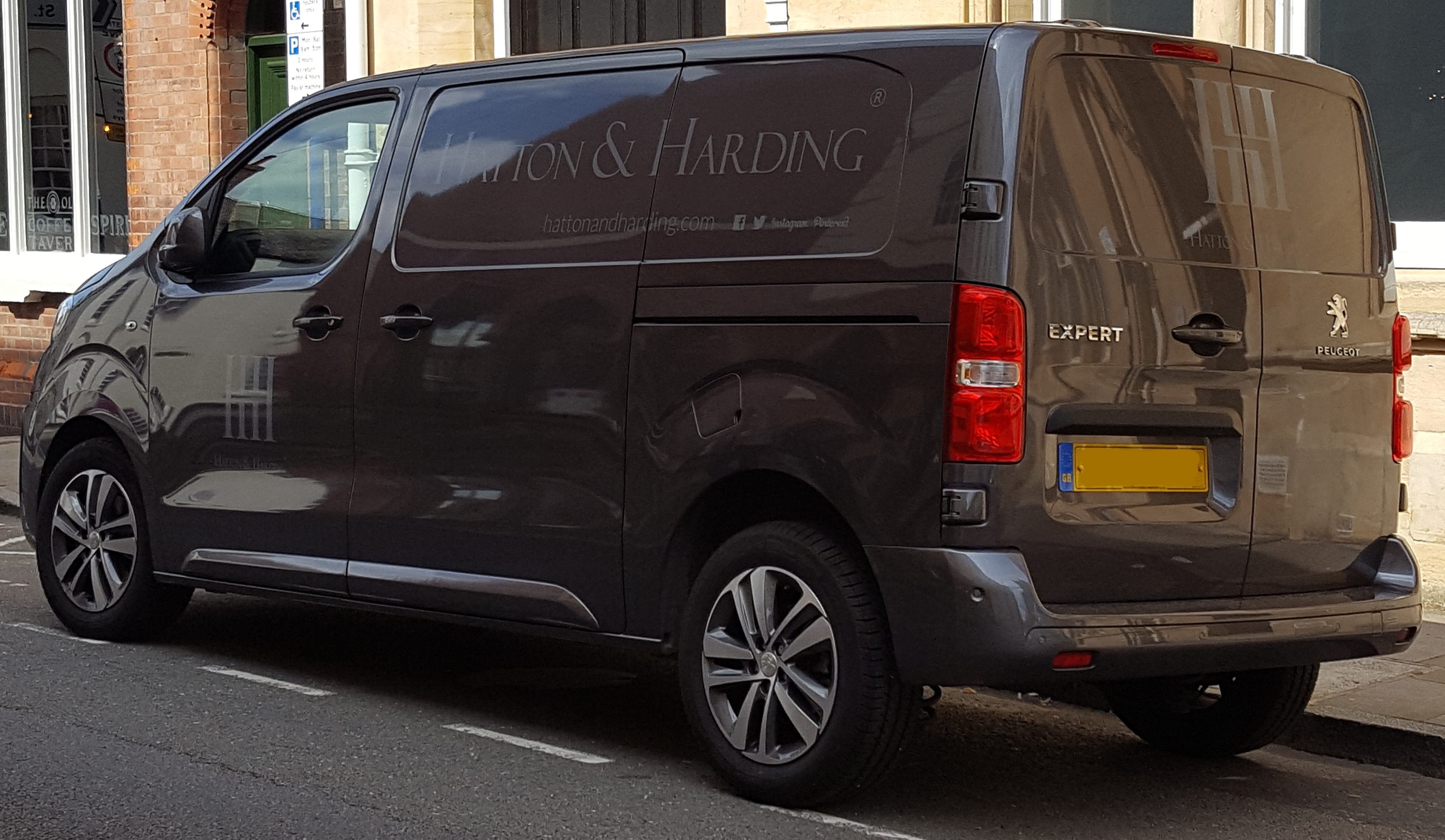
Peugeot Expert III – tył

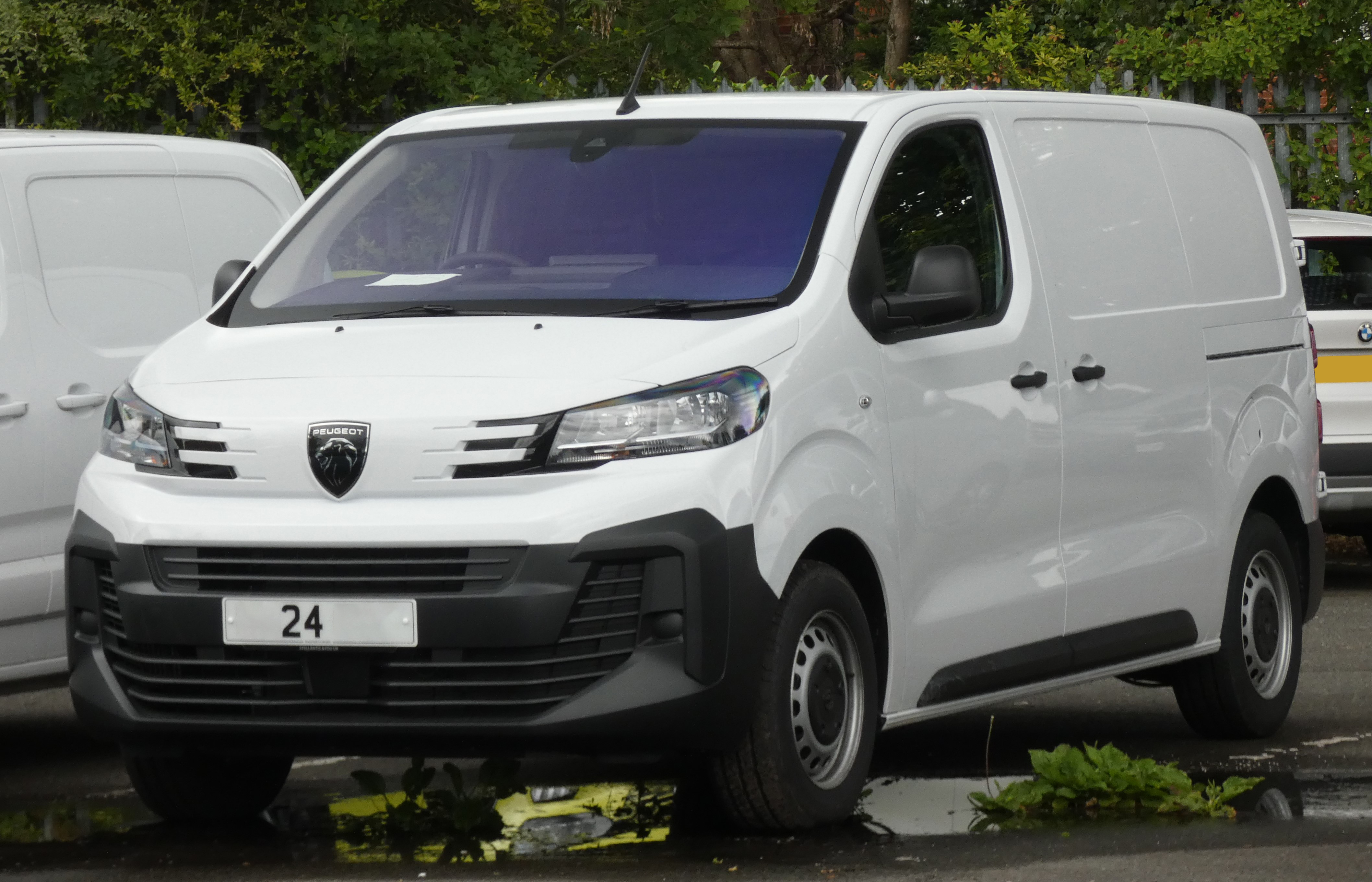
Peugeot Expert III po liftingu

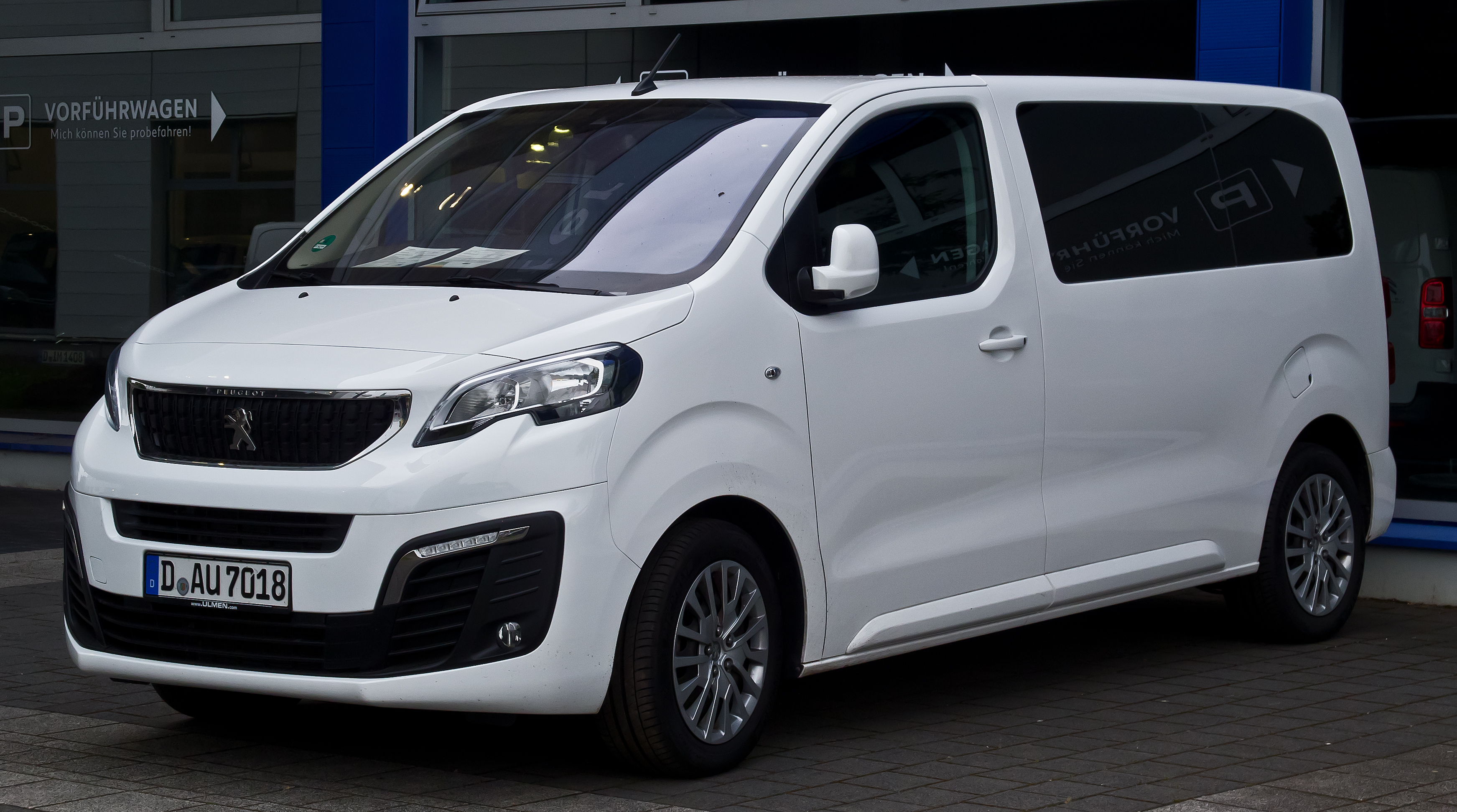
Peugeot Traveller – wersja osobowa

Peugeot Expert III został zaprezentowany po raz pierwszy w 2016 roku. Osobowa wersja zyskała nazwę Traveller.
Samochód wraz z bliźniaczymi modelami marek Citroen i Toyota, samochód ujrzał światło dzienne podczas Salonu Samochodowego W Birmingham w 2016 roku. Auto skonstruowano na modułowej płycie podłogowej EMP2, którą wykorzystują osobowe auta grupy PSA. W stosunku do poprzedniej generacji nadwozie auta jest znacznie bardziej zwarte i nowoczesne. Samochód produkowany jest w trzech odmianach różniących się długością – XS, M, XL (wersja ta cechuje się też większą wysokością – 193 cm). Ładowność wszystkich wariantów jest identyczna i wynosi 1400 kg. Standardowe wyposażenie z zakresu bezpieczeństwa obejmuje m.in. systemy ABS, ESP, ASR, AFU i Hill Assist oraz poduszkę powietrzną kierowcy i podwójną poduszkę powietrzną pasażera.
Po raz pierwszy osobowa wersja zyskała zupełnie inną nazwę – Traveller. Jest to duży van klasy wyższej, którego premiera odbyła się w pierwszej kolejności, podczas Salonu Samochodowego w Genewie w marcu 2016 roku razem z bliźniaczymi modelami: Citroën SpaceTourer i Toyota ProAce Verso.
Zarówno wersja dostawcza jak i osobowa dostępna jest w 3 wariantach długościach nadwozia i 2 różnych jego wysokościach. Największe różnice dotyczą jakości materiałów, z których wykonano wnętrze. W zależności od wersji w samochodzie może podróżować od 5 do 9 osób. Wersja osobowa, Traveller, umożliwia najszerszy zakres personalizacji.
Jesienią 2023 roku samochód przeszedł restylizację. Zastosowano w nim nowe logo marki. Ma nowy design stworzony z myślą o klientach biznesowych, który wyróżnia i dodaje prestiżu. W wnętrzu jest wysoki komfort, zaawansowane technologie pokładowe i usługi mobilne ułatwiające codzienną działalność. Wersja elektryczna jest bardziej efektywna energetycznie i dostosowana do wszelkich sposobów użytkowania.

### Silniki
| Silniki wysokoprężne | Silniki wysokoprężne | Silniki wysokoprężne                    | Silniki wysokoprężne                    | Silniki wysokoprężne       | Silniki wysokoprężne | Silniki wysokoprężne |
| Jednostka            | Pojemność [cm³]      | Moc maksymalna [KM] ([kW]) przy obr/min | Maks. moment obrotowy [Nm] przy obr/min | Prędkość maksymalna [km/h] | Czas produkcji       |                      |
| -------------------- | -------------------- | --------------------------------------- | --------------------------------------- | -------------------------- | -------------------- | -------------------- |
| BlueHDi 95           | 1560                 | 70 kW (95 KM) przy 3750/min             | 210 Nm przy 1750/min                    | 145                        | od 2016              |                      |
| BlueHDi 115          | 1560                 | 85 kW (116 KM) przy 3500/min            | 300 Nm przy 1750/min                    | 160                        | od 2016              |                      |
| BlueHDi 120          | 1997                 | 90 kW (122 KM) przy 3750/min            | 300 Nm przy 1750/min                    | 170                        | od 2016              |                      |
| BlueHDi 150          | 1997                 | 110 kW (150 KM) przy 4000/min           | 370 Nm przy 2000/min                    | 170                        | od 2016              |                      |
| BlueHDi 180          | 1997                 | 130 kW (177 KM) przy 3750/min           | 400 Nm przy 2000/min                    | 170                        | od 2016              |                      |